# Edmund Law
Edmund Law, född den 6 juni 1703, död den 14 augusti 1787, var biskop av Carlisle stift i Engelska kyrkan samt far till biskop John Law, biskop George Henry Law och Edward Law, 1:e baron Ellenborough.
Law, som var Lockes lärjunge, blev, efter att ha varit universitetsbibliotekarie och professor i Cambridge, biskop av Carlisle 1768. Han var författare till det religionsfilosofiska arbetet Theory of religion (1745).